# Elecciones federales de Australia de 1913
Las elecciones federales de Australia de 1913 fueron celebradas Australia el 31 de mayo de 1913. Se renovó por completo los 75 escaños de la Cámara de Representantes de Australia y 18 de los 36 asientos del Senado. El gobernante Partido Laborista, liderado por el Primer Ministro Andrew Fisher, fue derrotado por el opositor Partido Liberal de la Mancomunidad dirigido por Joseph Cook. El nuevo gobierno obtuvo una ajustada mayoría de un solo escaño y obtuvo una minoría de representantes en el Senado. El nuevo gobierno solo duró 15 meses, convocándose nuevas elecciones en las que fue derrotado por los laboristas.
Las elecciones federales de 1913 fueron celebradas al mismo tiempo que se convocaron seis plebiscitos, ninguno de ellos aprobado por los ciudadanos australianos. Aquella convocatoria plebiscitaria fue una de los causantes de la derrota laborista.